# 金田政之
金田 政之（かねだ まさゆき、1914年〈大正3年〉3月21日 - 没年不明）は、日本の実業家。三朝ロイヤルホテル社長。三朝観光ホテル永楽庵経営者。

## 経歴
鳥取県出身。亮蔵の三男。1942年より重要物資管理営団交易営団に勤務する。1946年3月、三朝温泉旅館永楽庵を経営する。1951年11月に三朝観光を1956年7月に大山観光、1962年11月に大山興発を夫々創立、社長に就任する。
1957年6月に国際観光旅館連盟本部理事、三朝温泉旅館組合副組合長。1958年4月に三朝町教育委員に選任される。

## 人物
洋画家の藤本東一良は友人である。住所は鳥取県東伯郡三朝町字三朝。

## 栄典
- 1984年春 - 勲五等瑞宝章[4]

## 家族・親族
金田家
- 妻[1]
- 長男[1]
- 長女[1]
- 二女・悦子[1]（赤沢輝彦の妻、お宿夢彦のおかみ[5]）

親戚
- 二女の夫・赤沢輝彦（鳥取市鹿野町、温泉宿のお宿夢彦を経営）[5]
- 二女の夫の父・赤沢弘毅（医師、赤沢医院院長）
- 赤沢正道（衆議院議員、自治大臣、国家公安委員会委員長）
- 従兄弟・金田秀夫（日ノ丸自動車取締役）[1]